# Byron Stewart
Pour les articles homonymes, voir Stewart.
Byron Stewart est un acteur américain né le 1er mai 1956 à Baxter Springs, Kansas (États-Unis).

## Filmographie
- 1977 : Fire Sale d'Alan Arkin : Captain
- 1979 : Return of the Mod Squad (TV) : Bingo
- 1981 : Grambling's White Tiger (TV) : Sandman
- 1993 : How U Like Me Now : Pierre
- 2001 : Kevin's Room (TV) : Paris